# Yamaha RD 500 LC
Die Yamaha RD 500 LC ist ein Motorrad des japanischen Herstellers Yamaha.

## Geschichte
Nach dem Erfolg der Rennmotorräder mit der Bezeichnung „YZR 500“ entwickelte Yamaha die „RD 500 LC“ als damals einziges Serienmotorrad mit Vierzylinder-Zweitaktmotor. Vorbild war der Typ „OW61“, der in der Motorrad-Weltmeisterschaft 1982 mit dem neu entwickelten V4-Motor in der 500-cm³-Klasse von Kenny Roberts sr. eingesetzt wurde.
Bei ihrer Markteinführung war sie das stärkste Großserienmotorrad mit Zweitaktmotor; sie wurde erst Ende 1984 von der Suzuki RG 500 Gamma überboten. Der Preis war 1984 mit 11.188 DM angegeben.

## Technik

### Motor
Der Motor ist als 50°-U-Motor mit zwei über Zahnräder gekuppelten Kurbelwellen ausgelegt. Der Einlass nach dem 26-Millimetern-Vergaser für jedes Kurbelgehäuse wird durch Membranventile gesteuert.
An jedem der vier Zylinder befindet sich im Auslasskanal eine von einem Stellmotor über Seilzüge drehbare Walze zur Steuerung des Abgasstroms. Dieses als Yamaha Power Valve System (kurz YPVS) bezeichnete System wurde häufig zusammen mit der Typenbezeichnung der RD 500 verwendet und bewirkt eine Drehmomentsteigerung bei niedrigen Drehzahlen.
Ein Elektrostarter war nicht vorgesehen – die RD 500 LC wird klassisch mit einem Kickstarter angetreten.

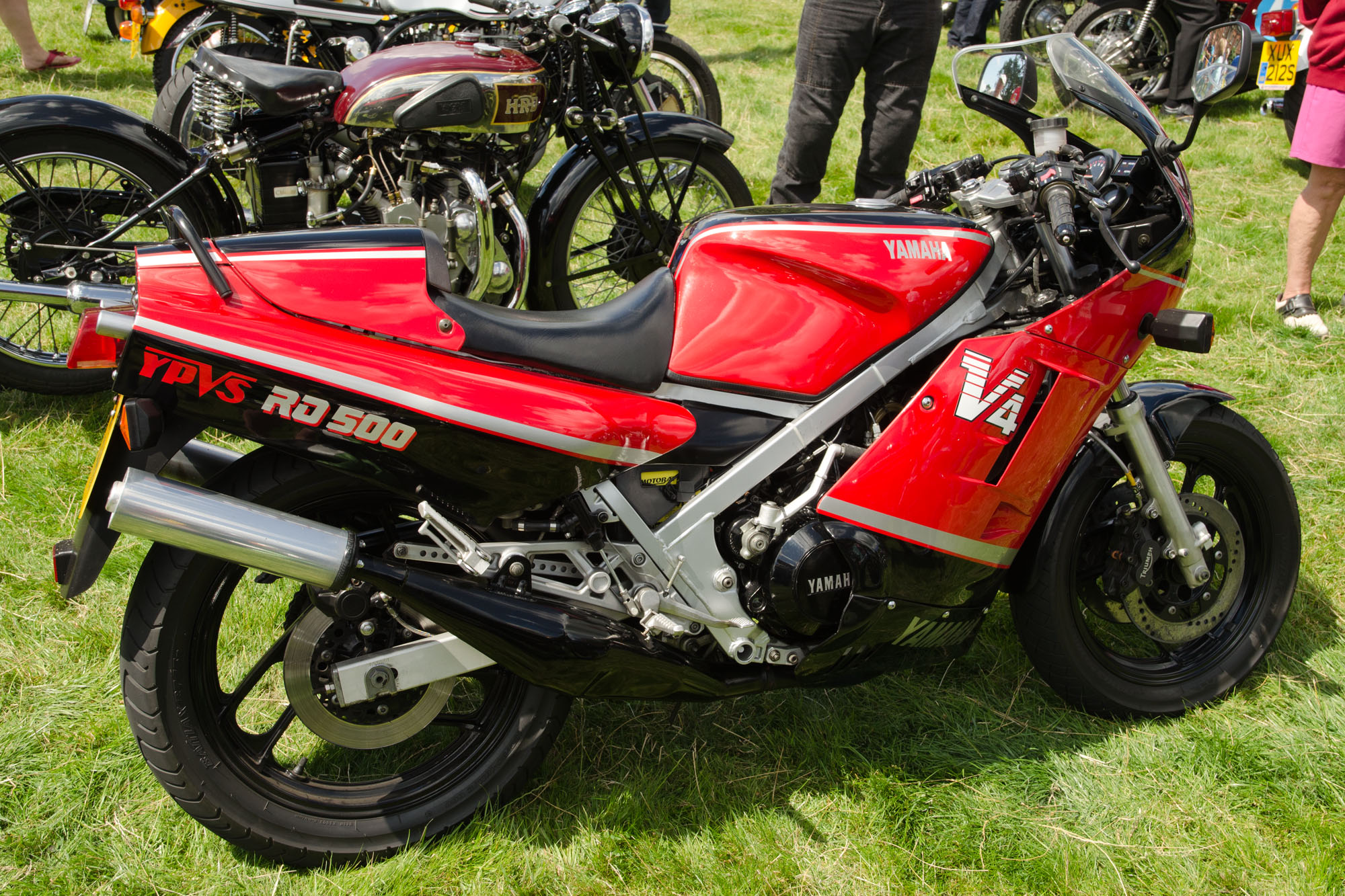
Yamaha RD 500 LC (1985, rot-schwarz)

### Fahrwerk

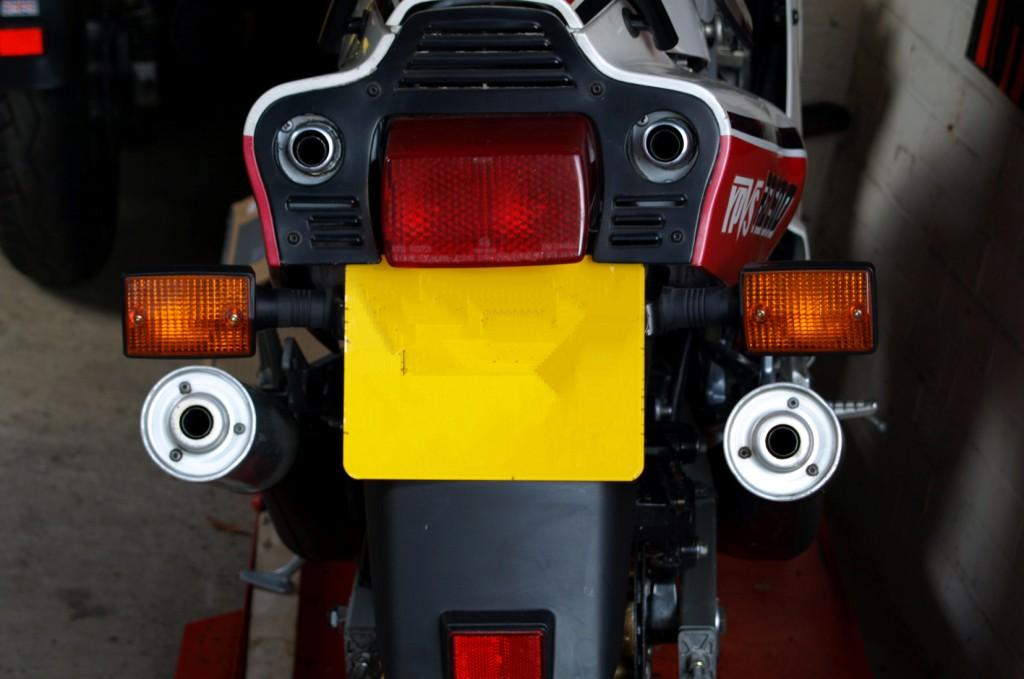
Heckansicht der RD 500 LC

In den Exportmärkten setzte Yamaha einen Stahlrahmen aus Vierkantprofilen ein.
Das zeittypisch kleine 16"-Vorderrad wird von einer Teleskopgabel mit einem Standrohrdurchmesser von 37 mm geführt. Durch den Hydraulikdruck der vorderen Bremsanlage wird eine sogenannte „Anti-Dive“-Einrichtung gesteuert, die das Eintauchen der Frontpartie beim Bremsen einschränken soll.